# 瀬戸線
瀬戸線（せとせん）は日本国有鉄道（国鉄）が建設を計画していた鉄道路線である。瀬戸市駅から枇杷島駅・稲沢駅を結ぶ計画であった。当初の計画とは大きく異なる形ではあるがほとんどの区間が開業し、城北線および愛知環状鉄道線として営業している。この項目では主に建設計画について述べる。現在の状況について詳しくはそれぞれの路線の記事を参照のこと。

## 前史
名古屋市内の中央本線ルート案は主に「城東線（現在ルート）」と「城北線（名古屋市内北部を迂回し勝川に至るルート）」の2案が比較検討され、最終的には地元の要望や東海道本線との接続の関係から「城東線」ルートで建設された。ところが、名古屋市域の拡大に伴う東部丘陵部の開発が進むにつれて、田園地帯であった中央本線沿線まで市街地が進出し、鉄道線による市街地分断が次第に問題視されるようになってきた。名古屋市では1910年代頃より中央本線のルート変更が議論されるようになり、1913年（大正2年）3月19日には名古屋市区調査会がかつての「城北線」ルートに似た案を、1915年（大正4年）11月には沿線地主らにより結成された鉄道路線変更道路開設土地整理組合が千種駅以南を更に東へ移設する案を企図している。
名古屋市議会では初め江口理三郎（市議・尾張電気軌道社長）による後押しもあって東移転ルートを主に検討していたが、鉄道院の反応が芳しくなかったこともあり、1919年（大正8年）の立案では城北線ルートに変更されている。この時点では矢田川・庄内川内縁（名古屋市内）を通る計画となっていたが、翌1920年（大正9年）になると外縁の勝川駅または高蔵寺駅と稲沢駅とを結ぶ案が有力となっていた。
一方、鉄道院（1920年からは鉄道省）は名古屋市自らが城東線を強く要望したこと、鉄道用地の寄付を条件に誘致したにもかかわらず履行しなかったことを理由に、一貫して市側の要望を受け入れていなかった。だが、「勝川 - 稲沢（枇杷島）」案については同時期に名古屋駅改良と稲沢への操車場移転計画が進んでいた事もあって意欲を示した。城北線ルートに変更する意義として、鉄道省では名古屋市内をスルーして貨物列車を稲沢に運べること、中央本線を名古屋駅北方からの進入にすることで貨客ともに関西本線へスルー運転できることに着目した。
しかし、昭和不況による財政的圧迫から鉄道省は設備投資の縮小を余儀なくされた。より優先度の高かった名古屋駅改良計画すら予定通りに進まない状況であり、中央本線移設計画は事実上棚上げとなった。結局、当初の目的であった「市街地分断の解消」は鉄道の堀割化、道路の立体化によって対応することになり、名古屋駅 - 大曽根駅間が全て連続立体交差化されたのは1964年（昭和39年）のことであった。

## 瀬戸線計画
1960年代になると、国鉄（鉄道省の後身）は二軸貨車が主体で運転速度の遅い貨物列車が旅客列車の運行の支障となることに頭を悩ませていた。最重要幹線である東海道本線では、東京近郊や京阪神地区では戦前から複々線化が行われていたが、中京圏はほとんどが複線であり、線路容量が逼迫していた。また、名古屋地区の貨物ターミナル駅であった笹島駅は都心に近く手狭な上、東海道本線の大阪方面からしか出入りできない配線であり、東京方面や中央本線・関西本線との間の貨物列車は稲沢操車場での折り返し運転を行っており、名古屋駅を2回通過しなくてはならなかった。
瀬戸線は、これらを改善するための方策の一つとして計画された。すなわち、東海道本線東京方面からは大府 - 名古屋間で南方貨物線を建設し、実質的な複々線化を図るとともに貨物駅を南方貨物線上に建設される名古屋貨物ターミナル駅に移設し、同駅から関西本線四日市方面との連絡線も設置する。そして中央本線方面からは、勝川駅から稲沢操車場までを名古屋駅を経由せず短絡する路線を建設し、途中の小田井駅で稲沢駅方面の本線から分岐して枇杷島駅へ至る支線を建設することで、名古屋駅や新貨物駅へ直接接続することができるようにするという計画である。勝川駅より東側では、岡崎駅 - 多治見駅間で計画されていた岡多線の途中駅である瀬戸市駅から分岐して高蔵寺駅へ至り、高蔵寺駅から勝川駅までを中央本線と並行して線増することで、岡多線瀬戸市以南と合わせ、東海道本線を迂回する大環状線を建設する計画であった。

## 建設凍結とその後
この路線は主要幹線（C線）として、旧日本鉄道建設公団により1976年に着工された。建設当時から、開業後の一体運用が予定されていた岡多線岡崎駅 - 瀬戸市駅間とともに「岡多・瀬戸線」と呼ばれていたが、その直後からのモータリゼーションの進展により貨物列車の本数が減少したことや、国鉄の財政悪化による国鉄再建法の施行により、ローカル線の多くの建設が凍結された。
岡多・瀬戸線は主要幹線として建設されていたことからしばらくは建設が続けられたが、1984年には岡多・瀬戸線開業直後の輸送密度も、特定地方交通線として廃止・転換対象となる基準の4000人/日を下回る3600人/日しか見込めないことが判明したことから、建設が凍結された。また、工事区間の沿線開発がほとんど進んでいなかったため、開通による沿線利用客の増加も見込めない状況であると見込まれた。その時点では、名古屋駅を経由して名古屋貨物ターミナル駅へ接続する小田井駅 - 枇杷島駅間を優先して建設していたため、本線である稲沢駅方面はいまだ着工されていなかった。勝川駅 - 高蔵寺駅間の複々線化はほとんど進展していなかったこともあり、その後は枇杷島駅 - 勝川駅間と高蔵寺駅 - 瀬戸市駅間はまったく別々の道を歩むことになった。
高蔵寺駅 - 瀬戸市駅間は、岡多線の瀬戸市駅 - 多治見駅間の建設を白紙とした上で、岡多線の岡崎駅 - 瀬戸市駅間と一体となった第三セクター鉄道（愛知環状鉄道線）として1988年に開業した。貨物輸送こそ行われていないものの、沿線にトヨタ自動車などの工場や高等学校・大学があることから経営は好調であり、2005年日本国際博覧会の際には重要なアクセス路線となった。
一方の勝川駅 - 枇杷島駅間は東海旅客鉄道（JR東海）が継承し、城北線として1991年に部分開業、ついで1993年に全通した。JR東海が第一種鉄道事業者となっているものの、子会社のJR東海交通事業を第二種鉄道事業者とし、運行させている。勝川駅では中央本線と線路が接続しないばかりか、中央本線の駅からは約500m離れており、建設費償還のための高額な運賃もあいまって、利用者は少ない。名古屋地区の貨物ターミナルは名古屋貨物ターミナル駅に移設されたが、南方貨物線の建設も中止されたため、東海道本線東京方面・中央本線方面と名古屋貨物ターミナル駅との間の貨物列車は、現在も稲沢駅での折り返し運転を行っている。